# Blumental (Inzersdorf)

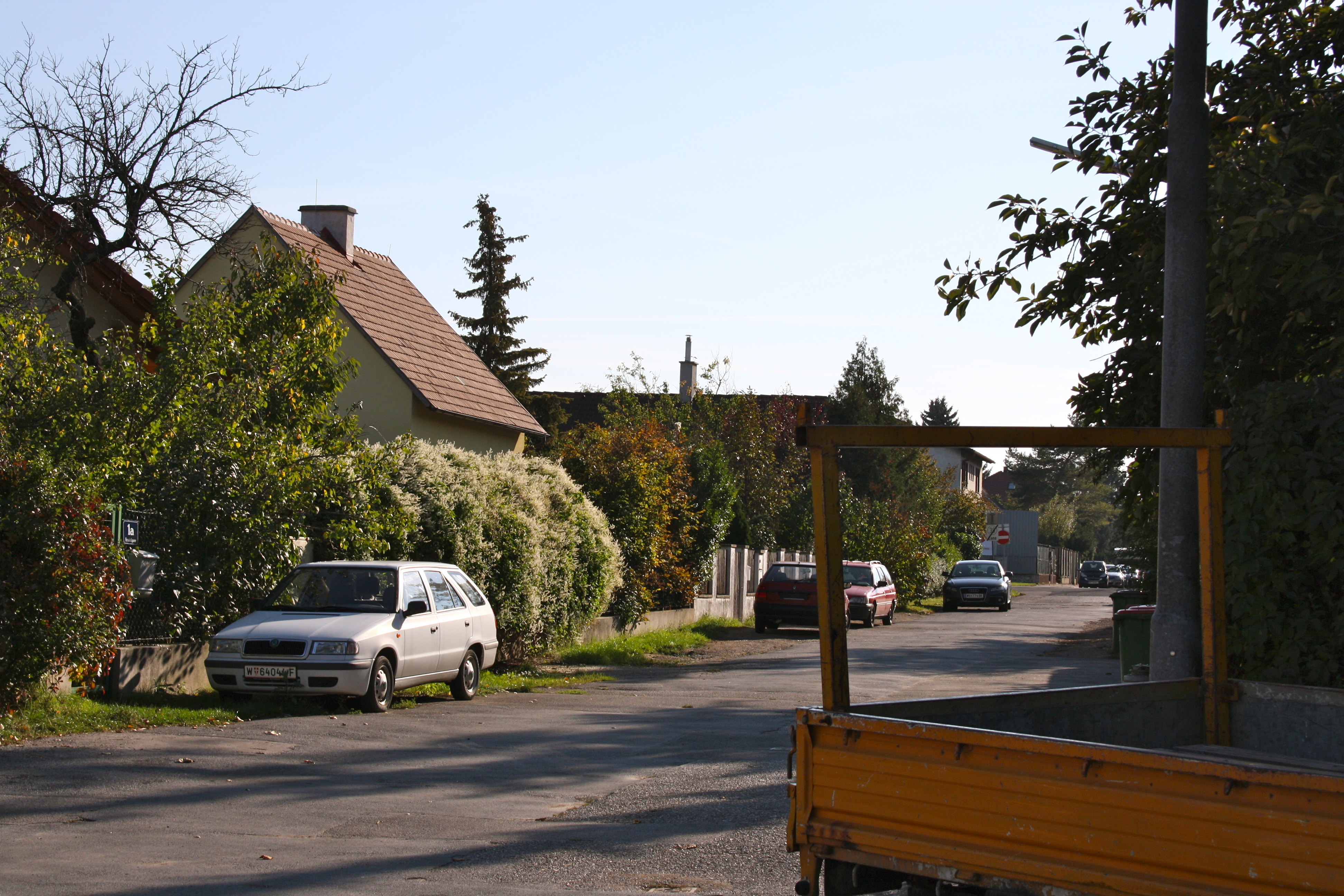
Kronfußgasse in der Siedlung Blumental

Das Blumental ist ein Tal im Süden Wiens.

## Lage
Im engeren Sinn handelt es sich um ein südlich des Flusses Liesing gelegenes Nebental des Liesingtals im Osten von Inzersdorf im 23. Gemeindebezirk Liesing. Bei der Einmündung des Blumentals in das Tal der Liesing befindet sich der mit 178 m tiefstgelegene Punkt des 23. Gemeindebezirks. Gegen Südwesten hin steigt die Talschneise an und erreicht bei der Laxenburger Straße eine Höhe von 186 m. Im weiteren Sinn wird unter dem Blumental ein größerer Abschnitt des Liesingtals verstanden. Das Blumental besitzt demnach auch einen jenseits der Liesing gelegenen Nordhang am Wienerberg. Dort setzt es sich im Reifental fort, das den Wienerberg vom Laaer Berg trennt. Das Blumental bildet einen eigenen statistischen Zählbezirk, dessen Grenzverlauf im Norden, Osten und Süden jenem des 23. Gemeindebezirks entspricht, während seine Westgrenze von der Laxenburger Straße gebildet wird. Der Zählbezirk Blumental hat 200 Einwohner bei insgesamt 298 Gebäuden.

## Nutzung

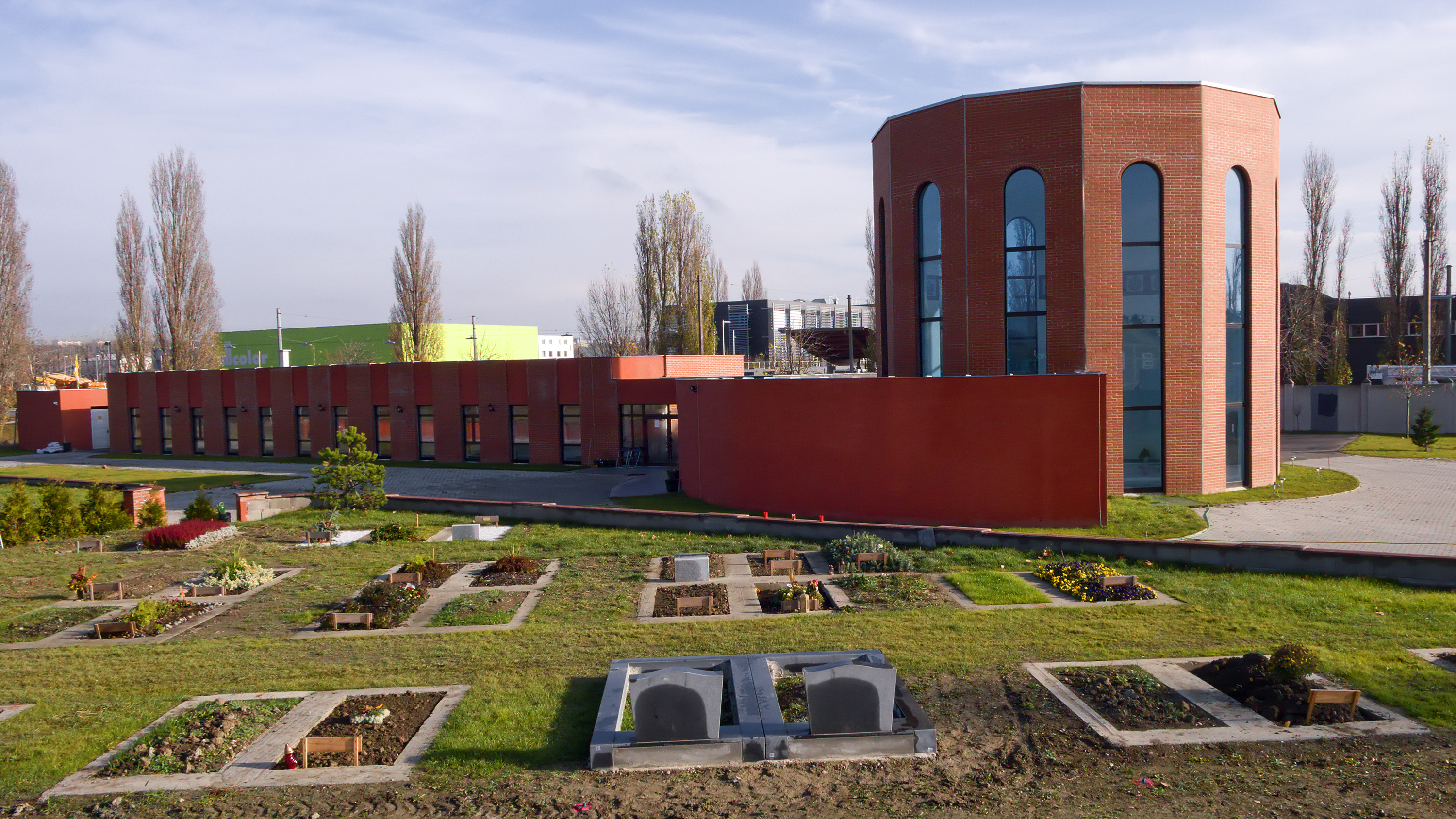
Islamischer Friedhof Wien

Zwischen den alten Ortskernen von Inzersdorf und Rothneusiedl gelegen, war das Blumental bis Mitte des 20. Jahrhunderts ein weitgehend unverbauter Wiesengrund, mit Ausnahme des Bahnhofs Blumental der Pottendorfer Linie, der bereits 1874 eröffnet wurde. Die Siedlung Blumental entstand nach dem Zweiten Weltkrieg entlang der Laxenburger Straße. Von 1967 bis 1969 wurde die vollbiologische Kläranlage Blumental an der Liesing errichtet und 1972 erfolgte die Eröffnung des 30 Hektar großen Großmarkts Wien. In weiterer Folge wurden die meisten Baulücken im Blumental überwiegend durch Industrie- und Gewerbebauten geschlossen. Das Fernheizwerk Inzersdorf südlich der Kläranlage Blumental ging 1996 in Betrieb. Seit 2008 besteht im Westen des Blumentals der Islamische Friedhof Wien.
Die Kläranlage Blumental wurde aufgelassen, ihre Behälter sind als Speicherbecken für Hochwässer vorgesehen. Sie fassen 20 Mio. Liter Wasser und können mit 3000 Litern pro Sekunde befüllt werden. Dadurch wird die Belastung der Hauptkläranlage Simmerung deutlich verringert. Das im Blumental gespeicherte Wasser kann nach Ende des Hochwassers in Simmering geklärt werden.